# 高平町 (室蘭市)
高平町（たかひらちょう）は北海道室蘭市の町。住居表示未実施。郵便番号は050-0062。かつて同名の字が存在した。

## 地理
室蘭市の中央部に位置し、北に八丁平、東に中島本町、南に仲町、西から北西に港北町と接する。

### 河川
- 普通河川 南高平川

## 地域の特徴
室蘭市の都市計画マスタープランでは蘭東地域に属する。
南縁を国道37号が走り、その外側をJR北海道 室蘭本線が通る。町域の大部分は山林であり、中央付近を南高平川が南西流する。

町域の東部に高平高区ポンプ場、東端にケアハウス オパール室蘭がある。

## 歴史
北西部の集合住宅は昭和40年代に建てられた。1977年（昭和52年）市上水道高平高区ポンプ場設置。

### 地名の由来
高燥地であることにちなむ
。

### 沿革
- 1929年（昭和4年）10月16日 - 字名改正により輪西村（大字）の一部が高平町（字）となり、輪西村（大字）を廃止[5][7]。
- 1967年（昭和42年）7月1日 - 高平町新設[5]。
- 1991年（平成3年）11月1日 - 北部の大部分を八丁平に分割[8]。

### 町名の変遷
| 実施内容 | 実施年月日                | 実施後       | 実施前 |
| -------- | ------------------------- | ------------ | --- |
| 字名改正 | 1929年（昭和4年）10月16日 | 高平町（字） | 輪西村（大字）の小字、 牛太郎坂，麻園，チリベツ，八丁平，コイカクシ，コイカクシワニシ，ホロワニシ，ヤマコシナイ |
| 町名新設 | 1967年（昭和42年）7月1日  | 高平町       | 高平町（字） |

## 世帯数と人口
2023年（令和5年）12月31日現在（室蘭市発表）の世帯数と人口は以下の通りである。
| 町     | 世帯数  | 人口  |
| ------ | ------- | ----- |
| 高平町 | 107世帯 | 160人 |

### 人口の変遷
国勢調査による人口の推移。
| 1995年（平成7年）  | 352人 | [ 9 ]  |  |
| 2000年（平成12年） | 549人 | [ 10 ] |  |
| 2005年（平成17年） | 327人 | [ 11 ] |  |
| 2010年（平成22年） | 272人 | [ 12 ] |  |
| 2015年（平成27年） | 229人 | [ 13 ] |  |
| 2020年（令和2年）  | 196人 | [ 14 ] |  |

### 世帯数の変遷
国勢調査による世帯数の推移。
| 1995年（平成7年）  | 149世帯 | [ 9 ]  |  |
| 2000年（平成12年） | 207世帯 | [ 10 ] |  |
| 2005年（平成17年） | 139世帯 | [ 11 ] |  |
| 2010年（平成22年） | 100世帯 | [ 12 ] |  |
| 2015年（平成27年） | 73世帯  | [ 13 ] |  |
| 2020年（令和2年）  | 60世帯  | [ 14 ] |  |

## 学区
市立小・中学校に通う場合、学区は以下の通りとなる。
| 町     | 地番      | 小学校               | 中学校             |
| ------ | --------- | -------------------- | ------------------ |
| 高平町 | 5番地     | 室蘭市立旭ヶ丘小学校 | 室蘭市立桜蘭中学校 |
| 高平町 | 15,16番地 | 室蘭市立八丁平小学校 | 室蘭市立桜蘭中学校 |
| 高平町 | 上記以外  | 室蘭市立蘭北小学校   | 室蘭市立港北中学校 |

## 交通

### バス
道南バスが路線バスを運行する。

### 道路
- 国道37号

## 施設

### 役所・公的機関
- 市水道局高平高区ポンプ場

### 社会福祉施設
- ケアハウス オパール室蘭